# تازه‌کند (صایین)
تازه‌کند یکی از روستاهای استان آذربایجان شرقی است که در دهستان صائین بخش مرکزی شهرستان سرآب واقع شده‌است.
معنای نام این روستا "دهات تازه" است